# Posljednji slučajevi Miss Marple i dvije druge priče
Posljednji slučajevi Miss Marple i dvije druge priče (izdan 1979.) je zbirka kratkih krimi priča Agatha Christie.
Priče su:
- Strange Jest
- Ubojstvo pomoću metra
- Slučaj savršene sluškinje
- Slučaj pazikuće
- Miss Marple priča priču
- In a Glass Darkly
- The Dressmaker's Doll
- Utočište